# بطولات العالم للدراجات
بطولات الاتحاد الدولي للدراجات (بالإنجليزية: UCI world championships)‏ هي المسابقات السنوية التي يروج وينظم لها الاتحاد الدولي للدراجات (UCI) لتحديد أبطال العالم من راكبي الدراجات.
حيث تنفذ البطولات في عدة أنماط مختلفة من السباقات التي تقام كل عام في دولة مختلفة، ويرتدي الفائز بأحدى البطولات قميص أبيض مع عصابات ملونة حول الصدر في البطولة القادمة، ويمنح الفائز الأول في البطولة ميدالية ذهبية، والثاني فضية، والثالث برونزية.
وتعقد منافسات للرجال وأخرى للنساء على الطريق، وعلى مضمار الدراجات في مختلف البلدان، وتعقد أيضاً بطولات مستقلة لذوي الاحتياجات الخاصة.

## بطولات العالم

### البطولات الحالية
يتم تنظيم فعاليات في التخصصات التالية
- بطولة العالم لسباق الدراجات على الطريق.
- بطولة العالم للدراجات على المضمار.
- بطولة العالم لسباق الدراجات الجبلية  [الإنجليزية].
- دراجات جبلية مارثون [الإنجليزية]
- بطولة العالم للسيكلو كروس.
- بطولة العالم لسباق دراجات بي إم إكس  [الإنجليزية].
- بطولة العالم لسباق الدراجات داخل الصالات.
- بطولة العالم لسباق الدراجات على الطريق للمعاقين  [الإنجليزية].
- بطولة العالم لسباق الدراجات على المضمار للمعاقين.

### بطولات متوقفة
- UCI B World Championships.

## بطولة العالم للناشئين - للشباب

### على الطريق
- 1975-2004: جزء من بطولة العالم لسباق الدراجات على الطريق.
- 2005-2009: جزء من  بطولة العالم لسباق الدراجات للشباب [الإنجليزية].
- 2010: بطولة العالم لسباق الدراجات على الطريق للشباب 2010
- 2011-حالياً: جزء من بطولة العالم لسباق الدراجات على الطريق.

### على المضمار
- 2005-2009: جزء من بطولة العالم لسباق الدراجات للشباب.
- 2010-حالياً:  بطولة العالم للدراجات على المضمار للشباب [الإنجليزية].